# Фэи, Джон
Джон Фэи (англ. John Fahey; 28 февраля 1939, Вашингтон, округ Колумбия, США — 22 февраля 2001) — американский гитарист, в основу стиля которого в начале карьеры вошли блюз и американская народная музыка, а позже и бразильские и португальские мотивы. Фэи был известен своей грубостью, отчужденностью и необычным чувством юмора. Последние годы он провел в нищете с тяжелым состоянием здоровья. В 2003 году, спустя 2 года после смерти, журнал Rolling Stone поставил его на 35 строчку списка «Ста лучших гитаристов всех времен».

## Биография
Джон родился в «музыкальной семье» — оба родителя играли на пианино, но музыкального образования у него не было, он был самоучкой. В 1945 его семья переехала в пригород, Мэриленд, где до самой смерти жил его отец Эл. По выходным они посещали представления известных кантри и фолк гитаристов, что и привило молодому Джону страсть к музыке.
В 1952 году, потрясённый игрой гитариста Фрэнка Ховингтона, случайно встреченного на рыбалке, он купил свою первую гитару за 17 долларов. Наряду с увлечением кантри, Фэи, воспитывавшийся, однако, в атмосфере неприязни к неграм и «черной» музыке, с ранних лет начинал испытывать страсть к блюзу, одной из первых впечатливших его композиций была песня Слепого Вилли Джонсона «Praise God I’m Satisfied». Позже и сам Фэи писал композиции на религиозную тематику. Свой вклад в формирование стиля гитариста внесла и классическая музыка в лице таких композиторов, как Чарлз Айвз и Бела Барток. Свои первые записи Джон Фэи сделал в 1958 году под псевдонимом Blind Thomas. В 1959 году он основал собственный лейбл — Takoma, под которым позже начинали свою карьеру некоторые другие фолк-исполнители, как, например, Питер Ланг, Робби Башо, Лео Коттке, с которыми он неоднократно сотрудничал. На одной из сторон его первого альбома, выпущенного тиражом всего 100 экземпляров, было имя John Fahey, а другой — его псевдоним Blind Joe Death, которым Джона окрестили его приятели.
В 1963 году, после окончания Американского Университета со степенью философа-религиоведа, Фэи перебирается в Беркли, чтоб продолжить философское образование, однако был разочарован не только учебным планом (и впоследствии жалел, что не выбрал факультет психологии), но и стремительно развивавшимся в Калифорнии движением хиппи, а к политическим активистам, «возрожденцам» народной музыки типа Пита Сигера, к которым его часто причисляли, питал отвращение.
Через год Джон возрождает свой лейбл Takoma, движимый идеей сделать записи легенды блюза тех времен — Букки Уайта. Зная по песням блюзмена лишь его родной город, Фэи посылает туда письмо, которое, однако, достигает адресата (аналогичным образом потом был найден и Миссисипи Джон Хёрт), и Фэи со своим приятелем отправляются в Мемфис. В это же время Фэи решает записать второй альбом, получивший название Death Chants, Breakdowns and Military Waltzes, который, к удивлению автора, продавался лучше чем записи Уайта. Этот момент послужил началом восхождению Фэи.
Характерной чертой для всех работ Джона середины 60-х стало использование различных гитарных строев и неожиданные смены стиля, приемы, корнями уходящие в 1920-е годы. Однако Фэи стремился вовсе не к подражанию или копированию, хоть и использовал некоторые блюзовые и классические мотивы в своих произведениях, в его музыке множество стилей слились воедино в очень оригинальном, мистическом ракурсе.
Все это время Фэи развивает свой лейбл, привлекая к записи таких музыкантов, как Робби Башо, Питер Ланг и Лео Коттке, а дебютный релиз последнего стал самым успешным выпуском Takoma, реализовавшим более 500 000 копий.
На протяжении второй половины жизни пристрастие к алкоголю и личные проблемы разрушали не только его карьеру и материальное положение, но и здоровье, тяжелое состояние которого и послужило причиной относительно ранней смерти музыканта в возрасте 61 года.
Фэи является автором нескольких книг, в том числе обширной автобиографии.

## Дискография

### Студийные альбомы
- 1959 Blind Joe Death
- 1963 Death Chants, Breakdowns & Military Waltzes
- 1964 The Dance of Death & Other Plantation Favorites
- 1965 The Transfiguration of Blind Joe Death
- 1966 The Great San Bernardino Birthday Party & Other Excursions
- 1967 Days Have Gone By
- 1968 The Voice of the Turtle
- 1971 America (полная версия выпущена в 1998)
- 1972 Of Rivers and Religion Reprise
- 1973 After the Ball[англ.]
- 1975 Old Fashioned Love
- 1975 Christmas with John Fahey Vol. II
- 1979 John Fahey Visits Washington D.C.
- 1980 Yes! Jesus Loves Me
- 1982 Christmas Guitar Volume I
- 1983 Railroad
- 1983 Popular Songs For Christmas and the New Year
- 1984 Let Go
- 1985 Rain Forests, Oceans and Other Themes
- 1986 Christmas Guitar
- 1987 I Remember Blind Joe Death
- 1989 God, Time and Causality
- 1991 The John Fahey Christmas Album
- 1992 Old Girlfriends and Other Horrible Memories
- 1996 Double 78
- 1997 The Mill Pond
- 1997 City of Refuge
- 1997 Womblife
- 1997 The Epiphany of Glenn Jones (совместно с Cul de Sac)
- 2000 Hitomi
- 2002 John Fahey Trio, Vol. 1
- 2003 Red Cross

### Концертные альбомы
- 1981 Live in Tasmania
- 1998 Georgia Stomps, Atlanta Struts and Other Contemporary Dance Favorites
- 2004 The Great Santa Barbara Oil Slick
- 2005 On Air
- 2005 Some Summer Day